# Tved (Svendborg)
 For alternative betydninger, se Tved. (Se også artikler, som begynder med Tved)
Tved (1364 Twet, 1394 Thwet) er en bydel med 2.922 indbyggere i den nordlige del af Svendborg.
I Tved ligger blandt andre Tved Kirke, et supermarked og to aktive idrætsklubber, Tved Boldklub og Tved GI (Tved Gymnastik og Idrætsforening). Omkring 1960 havde Tved kirke, præstegård, forskole, skole, forsamlingshus, kommunekontor for den daværende Tved Kommune, bogsamling, hospital, stadion, vandværk, Svendborg Trævarefabrik, mineralvandsfabrik og karosserifabrik.

## Historie
Oprindelig var Tved en landsby, siden en vejby. I dag er Tved vokset helt sammen med Svendborg.

### Landsbyen
Tved talte i landsbyfællesskabets tid 19 gårde og 3 huse uden jord. Det dyrkede areal udgjorde i 1682 546,3 tdr. land og blev skyldsat til 106,59 tdr. htk. Dyrkningsformen var trevangsbrug men med 5 vange og rotationen 2/1. Af de 5 vange var 2 besået med byg, 1 med rug, 1 lå fælled; om den sidste mangler oplysninger Tved blev udskiftet i 1792.

### Forstaden
I takt med, at Tved udviklede sig til en forstad til Svendborg, fik byen også flere industrier og offentlige tjenester. Omkring 1960 havde byen kirke, præstegård, forskole (opført 1901), skole (opført 1871), forsamlingshus (opført 1902), kommunekontor (opført 1880), sognebogsamling (fra 1936), hospital (oprettet 1722 af etatsråd Erik Skeel til Arreskov), stadion (anlagt 1936), vandværk (anlagt 1933, udvidet 1955), Svendborg Trævarefabrik (oprettet 1902 i Svendborg, fra 1950 i Tved med 15 ansatte), mineralvandsfabrik og karosserifabrik.

## Sport
Tved Boldklub ligger i øjeblikket i Fynsserien. Tved GI holder til i Tvedhallen, hvor stort set alle idrætsgrene (indendørs) bliver udbudt. Tved GI havde i 2004 et håndboldhold, som rykkede op i den bedste håndboldrække i Danmark, men blev i 2005 slået sammen med GOG og blev til GOG Svendborg TGI.